# Sympetrum arenicolor
Sympetrum arenicolor là loài chuồn chuồn trong họ Libellulidae. Loài này được Jödicke miêu tả khoa học đầu tiên năm 1994.